# Терино (Вологодская область)
Терино — деревня в Череповецком районе Вологодской области.
Входит в состав Воскресенского сельского поселения (с 1 января 2006 года по 8 апреля 2009 года входила в Ивановское сельское поселение), с точки зрения административно-территориального деления — в Ивановский сельсовет.
Расстояние до районного центра Череповца по автодороге — 48 км, до центра муниципального образования Воскресенского по прямой — 6 км. Ближайшие населённые пункты — Чукша, Старое Захарово, Павловское.
По переписи 2002 года население — 2 человека.